# HMS Montrose (F236)
Pour les autres navires du même nom, voir HMS Montrose.
Le HMS Montrose est une frégate de type 23 de la Royal Navy.

## Histoire
Son premier voyage se fait dans l'Atlantique Sud, comme la garde des îles Falkland, qui se termine en octobre 1996. Suivent plusieurs déploiements de l'OTAN.
Début 2002, le Montrose retourne aux Falkland pour le déploiement de l'Atlantic Patrol Task (South), où des plongeurs remplacent le White Ensign sur l'Antelope, coulé pendant la guerre des Malouines. À son retour de ce déploiement, elle a sa première période de carénage, qui finit début janvier 2004.
En octobre 2004, le Montrose fait partie des navires déployés pour aider le NCSM Chicoutimi, à la dérive au large du nord-ouest de l'Irlande, il est le premier navire de la Royal Navy à avoir un contact et l'assister.
Le Montrose est déployé dans le golfe Persique lors de l'opération Telic au premier semestre 2006. Après son retour au Royaume-Uni pour des changements de personnel et de maintenance, du 8 janvier au 27 juillet 2007, il est ensuite déployé pendant sept mois en mer Méditerranée comme contribution du Royaume-Uni au Standing NATO Maritime Group 2 (SNMG2). Dans le cadre de ce groupe, il participe à l'opération Active Endeavour (OAE) de l'OTAN, luttant contre l'activité terroriste en Méditerranée et empêchant la contrebande et d'autres activités illégales. Après le congé d'été, le navire se rend en Écosse pour participer à l'exercice Neptune Warrior, au cours duquel le prince Michael de Kent, contre-amiral honoraire de la Réserve navale royale, rend visite le 24 septembre 2007.
À la suite de la formation opérationnelle en mer, le Montrose est de nouveau déployé au Moyen-Orient le 12 mars 2008 pour rejoindre la Combined Task Force (CTF) 150, opérant dans le golfe d'Aden et la mer d'Arabie. Les activités de ce déploiement comprennent l'exercice KhunjarHaad, un exercice multinational organisé dans le golfe d'Oman et en collaboration avec le Chatham, l'Edinburgh et le RFA Argus, la saisie de plus de 23 tonnes de drogues comme la cocaïne, le hachisch, des amphétamines et des opiacés. Il rentre le 3 octobre 2008 et, après avoir opéré dans les eaux britanniques, commence un programme d'entretien de 15 millions de £ à Rosyth début 2009.
Ce deuxième ensemble de réaménagement comprend un certain nombre de mises à niveau majeures du navire, notamment le premier système de commandement de la Royal Navy, DNA (2), et le remplacement des deux anciens canons de 30 mm à commande manuelle par deux canons automatiques 30 mm DS30M Mark 2. Ayant rejoint le navire le 20 juillet 2009, l'équipage mène des essais jusqu'en janvier 2010, et le Montrose est officiellement réintégré dans la flotte le 11 février 2010.
Après une formation maritime opérationnelle, le Montrose est déployé dans la mer d'Arabie à l'été 2010 pour mener des opérations anti-piraterie, dont la destruction en novembre 2010 d'un navire pirate somalien par l'hélicoptère Lynx lors d'une patrouille au large des côtes de la Somalie et d'attaques de pirates sur des navires marchands.
En octobre 2011, le Montrose est de nouveau déployé dans l'Atlantique Sud, où il devait se rendre à Callao au Pérou en mars 2012, mais le gouvernement péruvien annule la visite, selon le ministre des Affaires étrangères, en signe de solidarité avec l'Argentine à propos de la souveraineté des îles Malouines. Après des visites à la Nouvelle-Orléans et aux Bermudes en mars et avril 2012, il retourne au Royaume-Uni en mai 2012. En juillet 2012, le navire escorte la reine Élisabeth II lors de sa visite du jubilé de diamant à Cowes.
De septembre à novembre 2012, le navire prend part au déploiement COUGAR 12 en Méditerranée. Début 2013, le navire et l'équipage suivent une formation intensive pour retourner sur la ligne de front, puis sont déployés dans le cadre du groupe de travail COUGAR 13 en août 2013. Après le retour du groupe opérationnel COUGAR 13 au Royaume-Uni, le Montrose reste au Moyen-Orient pour servir de frégate britannique dans le golfe Persique dans le cadre de l'opération Kipion et mène de nombreux exercices avec des pays alliés comme un exercice de maintenance avec le RFA Diligence.
En 2014, le Montrose est chargé de se joindre à des navires de guerre norvégiens et danois dans le cadre de l'opération RECSYR, mission d'escorte des navires marchands enlevant les stocks d'armes chimiques syriens en vue de leur destruction. Après avoir passé le relais au Diamond, le navire arrive à la maison en mars 2014. Par la suite, et après une visite à Londres pour fêter les 20 ans de la mise en service, le navire est envoyé en mer Baltique pour participer à BALTOPS 14, un exercice multinational à grande échelle mené par les États-Unis avec la participation de 30 navires et sous-marins de 14 nations.
Le navire entre en réaménagement à Devonport en octobre 2014 et doit rejoindre la flotte en 2016, mais on prend la décision de ralentir le radoub pour permettre l'installation du système de missiles Sea Ceptor et d'un nouveau système de commandement. Le personnel du navire retourne à bord en mars 2017 pour se préparer aux essais en mer et on annonce que le Montrose escortera le HMS Queen Elizabeth lors de son déploiement aux États-Unis pour des essais en vol de première importance en 2018. Le Montrose retourne en mer pour la première fois en près de trois ans le 7 juillet 2017 pour commencer une période d'essais avant de suivre une formation opérationnelle en mer plus tard dans l'année.
Le 10 juillet 2019, le HMS Montrose repousse des navires ayant tenté de bloquer le passage d'un pétrolier dans le détroit d'Ormuz .
Le 29 juillet 2019, la Royal Navy indique que le destroyer HMS Duncan arrive en renfort de la frégate HMS Montrose pour escorter les navires battant pavillon britannique dans le détroit d'Ormuz.

## Officiers de commandement
En tant que navire-amiral de la 6e escadre de frégates, bon nombre des premiers commandants du Montrose sont des capitaines plutôt que des commander, car ils avaient la responsabilité administrative de toutes les frégates de type 23 basées à Devonport. Avec l'abolition des escadres de frégate et de destroyers en 2002-2003 et leur remplacement par des flottilles, le commandement du Montrose revient à un commander.
| Nom                         | Années       |
| --------------------------- | ------------ |
| Cdr J W Arrow               | 1993-1995    |
| Capt N S R Kilgour          | 1995-1996    |
| Capt T J H Laurence MVO     | 1996-1997    |
| Capt A R Nance OBE          | 1997-1998    |
| Capt R G Cooling            | 1998-2000    |
| Capt C A Johnstone-Burt OBE | 2000-2001    |
| Capt M J Parr               | 2001-2002    |
| Cdr A J Webb                | 2003-2005    |
| Cdr A J L Watt OBE          | 2005-2007    |
| Cdr A L Hogben              | 2007-2008    |
| Cdr J M Lowther             | 2009         |
| Cdr W J Warrender           | 2009         |
| Cdr J D Lett                | 2009-2012    |
| Cdr J M B Parkin            | 2012-2014    |
| Cdr C M O'Neill             | 2017–Présent |